# Нікітін Руслан Анатолійович
Руслан Анатолійович Нікітін (нар. 27 листопада 1972, Холопичі) — український футболіст, що грав на позиції захисника та півзахисника. Відомий насамперед виступами за футбольний клуб «Волинь» у вищій лізі чемпіонату України, нетривалий час виступав також за друголіговий клуб «Сокіл» (Золочів).

## Клубна кар'єра
Руслан Нікітін народився у Локачинському районі, а розпочав свою футбольну кар'єру виступами за аматорський клуб «Сільмаш» із Ковеля. Узимку 1993 року молодий перспективний футболіст став гравцем головної команди області — луцької «Волині», яка виступала на той час у вищій українській лізі, проте на той час команда переживала не кращі часи, і не могла для підсилення складу запросити дороговартісних гравців, і натомість пообіцяла премію для аматорських клубів області за підготовку кращого гравця для «Волині». У другій половині сезону 1992—1993 Нікітін дебютував за «Волинь», і провів у її складі 10 матчів у чемпіонаті України., проте переважно виходив на заміни. Наступного сезону Руслан Нікітін став гравцем основного складу команди, та зіграв у її складі 26 матчів, і відзначився 1 забитим м'ячем. Наступні два сезони Нікітін зберігав місце в основі вищолігової «Волині», зігравши у кожному з цих сезонів по 25 матчів у чемпіонаті, проте луцький клуб виступав усе гірше, та за підсумками сезону 1995—1996 років вибув до першої ліги. Після закінчення цього невдалого для лучан сезону футболіст покинув клуб, та протягом року грав за аматорський луцький клуб «Енко». З початку сезону 1997—1998 Нікітін повернувся до «Волині», і грав за клуб протягом 3 сезонів у першій лізі, проте гравцем основи вже не став, і за три роки зіграв лише 25 матчів у першій лізі. З початку 2000 року футболіст перейшов до аматорського клубу «Сокіл» із Золочева, із яким виступав у аматорському кубку України. З початком сезону 2000—2001 «Сокіл» розпочав виступи у другій лізі, проте Руслан Нікітін лише раз знаходився у запасі золочівського клубу, та невдовзі покинув команду. Футболіст повернувся до рідного Локачинського району, де тривалий час грав за команду із райцентру ФК «Локачі».